# إي لايف

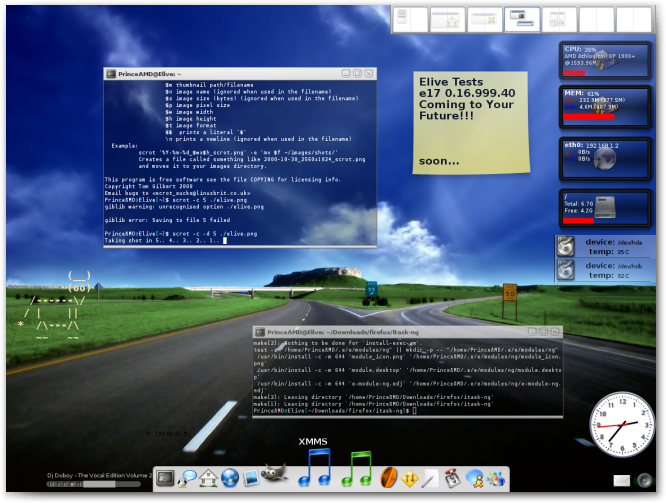
لقطة من توزيعة أي لايف 1.0 معدلة

ايف لايف (بالإنجليزية: Elive) اختصار للحرف الأول والكلمة الثانية من ("Enlightenment live"), هي توزيعة جنو/لينكس مبنية على دبيان للأجهزة القديمة لمعالجات انتل. توزيعة أي لايف تستعمل مدير النوافذ اكس انلايتنمينت بدلا من جنوم أو كيدي. أي لايف توزيعة تعمل بكامل وظائفها من القرص الحي التي تعطي للمستخدم فرصة تجربة التوزيعة قبل تثبيتها على الجهاز. وتستطيع استخدام التوزيعة من القرص الحي وتثبيتها على القرص الصلب أيضا. تستخدم التوزيعة نظام ملفات يونيون اف اس الذي يسمح للمستخدمين بتثبيت حزم البرامج باستخدام مدير الحزم سينابتك/ابت، في أثناء عمل التوزيعة من القرص الحي.